# 遊☆戯☆王デュエルモンスターズGX
『遊☆戯☆王デュエルモンスターズGX』（ゆうぎおうデュエルモンスターズジーエックス）は、2004年10月6日から2008年3月26日まで放映されたテレビ東京系のテレビアニメである。全180話。再放送は2008年8月9日から2012年1月28日まで、テレビ東京系列で毎週土曜7時30分 - 8時00分に放送。ニコニコ生放送では2017年10月22日に第1話から第10話、2017年10月23日に第11話から第26話の上映会が行われた。字幕放送。「遊戯王デュエルモンスターズGX」と星マークを付けずに表記される場合もある。

## 概要
アニメ作品『遊☆戯☆王デュエルモンスターズ』の世界観を継承した『遊☆戯☆王』の新シリーズ。原作漫画『遊☆戯☆王』の連載終了後に制作された完全オリジナル作品である。ホビー『遊☆戯☆王オフィシャルカードゲーム』とタイアップしている。
主人公は原作の武藤遊戯から遊城十代に変更、基本設定も一新された。ただし舞台は『遊☆戯☆王デュエルモンスターズ』と同世界であり、前作の登場人物も数名登場している。
作風は前作よりもさらに実際のトレカゲームのリードプレイ、リプレイ集的な印象が強くなっているほか、物語前半はカードゲームの楽しさを描いた明るいコメディ作品だったが、後半は「心の闇」をテーマにややギャグが入りながらも前作同様のシリアスな作風となった。
前作では原作連載の都合で一つのデュエル描写が長期化（最大8話分延長）する傾向にあったが、今作ではアニメオリジナルとなった為ストーリーに関わる重要デュエルでも2話分程度、長くても3話分止まりとなるなど、スピーディなゲーム展開がなされるようになった。
2006年からはメディアミックスの一環として、同タイトルの漫画作品『遊☆戯☆王GX』（影山なおゆき）がVジャンプで連載されていた。
この作品を収録したDVD版もある。本作はVHSビデオが出された最後の作品となり、以降の作品はDVDに完全移行した。

## あらすじ
主人公・遊城十代（ゆうき・じゅうだい）は、デュエル・アカデミア実技試験会場に向かう途中で伝説のデュエリスト・武藤遊戯と出会い、「ハネクリボー」のカードを譲り受ける。十代は憧れていた遊戯のようなデュエリストになるために、寄宿制のデュエリスト養成学校デュエル・アカデミアに入学を果たす。孤島に設立された学園では、学生たちが一流のデュエリストを目指して切磋琢磨していた。

### 1期目（セブンスターズ編）
第1話 - 第52話。
十代は入学試験で実技の最高顧問のクロノスを倒すが、筆記試験の成績は芳しくなかったため、オシリスレッドに籍を置くことになった。デュエルアカデミアは生徒の成績によって3つのクラスに分かれているが、オシリスレッドはその中でも最も待遇が悪く、落ちこぼれが集まるクラスだった。クロノスから問題児（ドロップアウトボーイ）として目を付けられた十代は、学園で腕が立つデュエリストを次々に差し向けられるが、E・HERO（エレメンタルヒーロー）デッキを駆使して勝利を重ねていく。また、学園のトップに君臨しカイザーの異名を取る亮をはじめ、明日香、三沢などの実力者と戦い、交友を深めていった。十代と相部屋の丸藤翔は彼を慕い、舎弟となった。
十代をライバル視していたオベリスクブルーの万丈目は、十代と三沢を相手に連敗したことで、信用を失い学園を去った。万丈目は偶然漂着したノース校で腕を磨くと、同校のトップとなるまでに成長を遂げた。アカデミア本校とノース校の対抗戦で、万丈目はノース校の代表として本校代表の十代と戦った後、本校に復帰することになった。
世界を滅ぼす程の力を秘めた故に学園に封印されていた「幻魔皇ラビエル」「降雷皇ハモン」「神炎皇ウリア」の三幻魔のカードをめぐって、セブンスターズと名乗る集団が襲来する。三幻魔のカードの封印の鍵を守るべく、十代、亮、明日香、三沢、万丈目、クロノス、大徳寺が鍵の守護者として選抜され、セブンスターズと戦うことになった。セブンスターズとの戦いは闇のデュエルと呼ばれ、敗者の魂が奪われる命がけの戦いとなった。
刺客のうちの一人、仮面のデュエリスト・ダークネスは明日香が探していた行方不明の兄、天上院吹雪だった。十代に敗れたことでダークネスの力から解放された吹雪は正気を取り戻し、アカデミアに復学する。吸血鬼カミーラとのデュエルでは、これまで十代を敵視し生徒に辛くあたっていたクロノスが生徒のために自ら危険なデュエルを買って出て、命がけで生徒にデュエルの理を説いた。これ以降、クロノスの態度は軟化していき、生徒たちの良き理解者としての側面を覗かせるようになっていく。
セブンスターズの最後の一人として錬金術師のアムナエルが十代に立ちはだかる。アムナエルの正体は、オシリスレッドの寮長の大徳寺であり、彼は黒幕を倒すための後継者を育成するために学園で活動をしていた。十代との戦いに敗れた大徳寺は、自らが研究を費やした錬金術の秘伝書「エメラルド・タブレット」を十代に託し、消滅する。彼の魂はレッド寮に住む猫ファラオに飲み込まれたために、天に召されず、この後も十代の協力者として力を貸すことになる。
セブンスターズが全滅した後、セブンスターズを裏で操っていた学園の理事長・影丸が本性を現す。影丸は三幻魔のカードを使用して、デュエルモンスターズの精霊から力を吸い上げ、若返った。十代は世界を征服せんとする影丸と戦う。影丸の操る三幻魔に苦戦を強いられるが、大徳寺の残した秘伝書から生まれたカード「サバティエル」の力を借りて勝利する。三幻魔は校長の鮫島の手によって、二度と悪用されないように再び封印された。

### 2期目（光の結社編）
第53話 - 第104話。
一年が経ち、在校生は進級し、3年生だった丸藤亮は卒業するが、吹雪は留年した。十代のルームメイトの前田隼人はカードデザイナーになるため学園を離れた。新入生として後に十代の舎弟となるティラノ剣山が入学。編入生としてプロデュエリストのエド・フェニックス、そのマネージャーの斎王琢磨が入学する。
新入生のエドとのデュエルに勝利した十代だったが、エドが使ったデッキは売店で無造作に購入した寄せ集めのデッキだったことが分かり驚愕する。エドはすでにプロとして活躍している実力者であり、同じくプロとして活動していた亮を十代と同じ「E-HERO」デッキを用いて打ち破る。エドと十代は、どちらが真のHERO使いかを決めるべく対決するが、エドの本来のデッキである「D-HERO」により、十代は敗北してしまう。十代はそのショックから、カードが真っ白にしか見えなくなり、決闘ができなくなってしまう。その後しばらくして、学園にエドのマネージャーの斎王が入学する。「運命を見通す」と言う言葉の通りに、超常的な力を操る斎王はデュエルに負けた生徒を自らを盲信する「白の結社」の信徒に変え、信徒を増やして学園内で権力を握っていく。
一方、放浪していた十代は亜空間にさまよい、宇宙の戦士ネオスペーシアンと出会い、彼らから「正しき闇の力を持つ者」と見込まれる。十代はネオスペーシアンと敵対する宇宙人をデュエルで破り、この時に手に入れた「E-HERO ネオス」のカードを新たなエースモンスターとしてデッキの中核に据える。ネオスとネオスペーシアンは十代が子供のころにデザインしたカードであり、海馬コーポレーションの手によって宇宙に打ち上げられ、宇宙の闇の波動を吸収して進化したモンスター達であった。立ち直った十代は学園に戻り、エドと再戦して勝利する。
エドに敗れた亮は、その後も連敗を続け完全に落ちぶれていた。非正規の地下デュエルによって精神を追い詰められた亮は、対戦相手やデュエルそのものをリスペクトする心を失い、ただ勝利のみをリスペクトするヘルカイザーとなってしまう。
学園は斎王の破滅の光が放つ白き波動に浸食されていき、オベリスクブルー校舎は「光の結社」と化した。万丈目、明日香、三沢などがその軍門に下るが、剣山だけはその力にあらがった。アカデミアは修学旅行をすることになり、伝説のデュエリストの出身地である童実野町を訪れた。そこでは斎王の妹の美寿知と、彼女の配下の四帝と戦った。バーチャル空間で行われた美寿知との戦いで、十代はエドとタッグを組み美寿知を倒した。美寿知は、占い師から怪しいカードを受け取って豹変した兄の琢磨を元に戻すための協力者を探しており、十代とエドを信頼に足る人物と認めた。
校長の鮫島は、世界中のプロデュエリストをも招致したデュエル大会「ジェネックス」を開催した。ジェネックスには亮も参加し、旧友の吹雪や弟の翔を容赦なく倒すが、充足感を得られず途中で大会を棄権する。一方、十代は洗脳されていた万丈目達を倒し、彼らを正気に戻した。三沢は十代とデュエルしていたツバインシュタイン博士の理論に深い感銘を受け、自力で洗脳を破って博士の助手になった。
斎王はミズガルズ王国のオージーン王子を倒し、彼を手下に加えると、ミズガルズ王国の所有するレーザー衛生「ソーラ」を使って穢れた世界を浄化しようと企む。斎王には、光の波動を受けて世界を破滅させようとする「破滅の光」の意思と、本来の優しい彼自身の人格が同居しており、二重人格のようになっていた。束の間、元の優しい自分を取り戻した斎王はソーラの鍵を十代とエドに託し、破滅の光の計画を阻止するよう頼んだ。
ジェネックスを開催した鮫島の真の目的は究極のDのカードを探すことにあった。エドは自らの後見人である世界チャンピオンのDDが、父親の命と究極のDのカードを奪い取ったことを知り、DDを倒し究極のD「Bloo-D」を手にする。エドはBloo-Dに囚われていた父の魂から、自分の運命を狂わせた究極のD-HEROの正体が「破滅の光」であり、それが親友である斎王に巣食っている事を告げられる。エドは、破滅の光（斎王）に敗北してしまうが、彼の意思は十代へ引き継がれ、「ネオス」達の力によって破滅の光は消滅した。ソーラの鍵は斎王に奪われたが、ネオス、剣山、美寿知らによって、レーザーが発射される前にソーラは破壊された。ジェネックス大会は着実に勝利を重ねていった万丈目が優勝した。大会の最後には、かつて十代と戦ったことのある早乙女レイの姿もあった。彼女はまだ小学生であったが、大会で準優勝を収めたことにより高等部への編入が認められることになった。

### 3期目（異次元世界編）
第105話 - 第156話。
十代は進級し3年生となった。特待生としてデュエル・アカデミアの他校のチャンピオンである、アモン・ガラム、オースチン・オブライエン、ジム・クロコダイル・クック、ヨハン・アンデルセンらが編入した。新入生として早乙女レイ、加納マルタンが入学した。
ジェネックス終了後、鮫島は生徒たちの更なる向上を目指して、デュエル・アカデミア・ウエスト校からプロフェッサー・コブラ教師を特別教師として招いた。十代は、自分と同じく精霊が見えるヨハン・アンデルセンと出会い友人となる。
コブラの方針により「デスクロージャーデュエル」、通称「デスデュエル」が学園で行われるようになる。デスデュエルとは、生徒に「デスベルト」と呼ばれる機器を装着させることで心の動きを測定し、1年間を戦い抜く実戦専従のプログラムであった。しかし、デュエルを行った者はデスベルトによってデュエルエナジーを吸い上げられ、衰弱するという危険性が明るみに出る。どうやってもデスベルトは外れなかったため、十代達はコブラを捜索する。かつて精霊の研究を行っていたSAL研究所にてコブラと対峙した十代は、壮絶なデュエルの末にコブラを倒した。コブラは亡くなった息子を蘇らせるためにユベルというカードの精霊と取引をしていたが、最後にはユベルに見捨てられてしまう。ユベルは腕だけでしか活動できないほど弱っており、デスデュエルで集めたエナジーを吸収して力を蓄えていた。
ユベルは十代達をデュエル・アカデミアごとデュエルモンスターが実体化する異世界へと転移させれた。人知れずユベルに接触していたアモンは、コブラに代わる新たな宿主になることを望むが、ユベルはラー・イエロー1年のマルタンに取り憑いた。彼はナポレオン教諭の息子であり、両親が離婚したことで孤独感を感じていたため、ユベルに付け込まれてしまった。異世界には量子力学の実験によって転移してしまった三沢の姿もあった。
操られたマルタンは学園の生徒をデュエルゾンビに変貌させ、混乱に乗じて三幻魔のカードを手に入れた。一方、元の世界から通信を送るツバインシュタイン博士とペガサスから、学園を元に戻すためには強力なデュエルエナジーが必要であり、そのために「レインボードラゴン」のカードが必要だと告げられる。亮とヨハンのデュエルによって蓄えられたエナジーによって、「レインボードラゴン」は転送されヨハンの切り札となる。
十代はマルタンと決着を付けるため、デュエルを開始する。デュエルの途中からヨハンも加わり十代に助太刀した。真の姿を現したユベルは三幻魔の融合体「混沌幻魔 アーミタイル」を召喚し、十代を攻撃する。そのとき、ヨハンは十代に後を託し「レインボードラゴン」と相殺させ、十代たちを異世界から元の世界へ帰還させた。
ゾンビ達も正気に戻り、無事学園に戻ってきた十代たちだが、ヨハンはユベルと共に消え戻ってくることはなかった。そしてアモンも戻っていなかった。十代は全ての元凶であるユベルがかつての自分のカードだったことを知り、自分の責任だと思い詰めるが、仲間たちに励まされ、ヨハンを助けるために再び異世界へと向かった。その場に居合わせた亮、エド、クロノス、アモンの同僚のエコーもそれぞれの思惑を秘め異世界へ飛んだ。
十代達が飛ばされた世界は、以前の異世界とは違っていた。その世界は「暗黒界」のモンスターが支配しており、デュエルの敗北は死に繋がる生死を賭けた戦いそのものであった。十代はヨハンを早く助け出そうとして、一人で先走るようになり、その結果、仲間達から不信感を抱かれるようになる。 暗黒界の狂王ブロンと戦う十代だったが、ブロンは魔法カード「邪心教典」により明日香、万丈目、吹雪、剣山の魂を次々に奪い去ってしまう。仲間を奪われた十代は怒りと憎しみに身を震わせ、ブロンを倒すが、生き残った仲間達との不和は決定的なものとなり、見捨てられてしまう。頼るものを全て失い消沈する十代の手に、ブロンが生贄を捧げて完成させようとしたカード「超融合」から異世界の支配者「覇王」の声が不気味に囁くようになる。
単身、異世界を放浪していた翔は、おジャマイエロー、亮と再会し、十代の全てを見届ける決意をする。一方、ジムとオブライエンは行方不明の十代を探し、各地でデュエリスト狩りを繰り返す覇王軍の根城に乗り込むが、そこに待ち受けていたのは覇王と化した十代であった。ジムとオブライエンは己の命をかけて覇王にデュエルを挑み、彼らの犠牲によって十代は元の人格を呼び覚ます。
アモンはエクゾディアのさらなる力を求めて、自分を慕うエコーを犠牲にし、それを止めようとしたエドをデュエルで負かし消し去ってしまう。十代は自分のせいで沢山の仲間を失ったことに苦悩し、融合のカードが使えなくなるほど憔悴しきっていた。だが、ユベルに取り憑かれたヨハンと亮の命懸けの決闘を看取ると、全ての元凶たるユベルを倒すためにユベル城へと乗り込む決意を固めた。
亮との戦いで酷く消耗したユベルに、異世界の王とならんとするアモンが立ち向かうが、返り討ちにあい生命力を吸収され消滅する。十代はユベルと戦い、「超融合」によってレインボードラゴンとネオスを融合させ、ヨハンの救出に成功する。己の姿を現したユベルは十代との再戦の中で、幼少の十代に見放されたことは全て十代の愛情の裏返しだと悟ったことを告げ、全ては自らが受けた苦しみを分け与えようとしたための行いだったと打ち明ける。ユベルが歪みきってしまったと感じた十代は、ユベルを倒すためにさらなる力を求め、覇王の人格をその身に宿して戦う。終盤、ユベルとの前世から連なる因果が呼び覚まされた十代は、ユベルと自らの魂を超融合により調和させ、和解を得ることに成功する。これにより、全ての怪奇現象が元通りとなり、消滅したと思われた仲間達（実はユベルに囚われていた）も元の世界へ無事に生還を果たした。「大人になる」と言い残し姿を消した十代も、後日流星となってアカデミアに戻った。

### 4期目（ダークネス編）
第157話 - 第180話。4期のみ海外未放映となっている。
3年目で参入した特待生たちが他校へ戻り、マルタン親子が学園を離れた。三沢、アモンらは行方不明となっている。
十代達がアカデミアに戻って一ヶ月後、デュエルディスクにカードが認識されなくなる異変が起こり、万丈目達が調査にあたる。一方、学園では他人を洗脳する力を持つ藤原優介、黒い影から現れた謎のデュエリスト・ミスターTなどが現れ、不穏な気配が漂っていた。十代は全てを自分のせいだと思い、アカデミアを去ろうとするが、斎王と影丸から新たな脅威から学園を守るよう頼まれる。
調査を続けていくうちに、藤原は数年前に行方不明になったアカデミアの生徒であり、本物の藤原はダークネスの力に飲まれて消失したことが分かる。今の学園に現れていた藤原は、彼のかつての相棒「オネスト」であり、十代達を主人の仇と勘違いをしていた。戦いの中でオネストは誤解に気づくが、ミスターTに攻撃され瀕死となる。十代は自らの魂にオネストを融合させた。
ミスターTを撃退した十代は、仲間たちとデュエルを行い、ぎこちなくなっていた関係を修復させる。卒業を間近に控えた3年生は自分の進路について考え始めていく。鮫島の発案によりアカデミアでは卒業デュエル大会が行われるが、再びミスターTが現れ生徒達は次々に取り込まれていく。童実野町でもミスターTにより住人が次々消滅してゆくという事件が起きていた。事件を調べていたオブライエンもミスターTとのデュエルの末に消滅してしまう。異変を感じ取った十代は急遽、アカデミアを飛び出し童実野町へと向かったがそこで待ち受けていたのは妹の美寿知を人質にとられ、ダークネスのカードにより正気を失った斎王だった。苦戦の末に斎王を倒すが、二人はダークネスの世界に連れて行かれてしまう。十代自らも、ダークネスのカードに影響を受け混乱するが、オブライエンの連絡で駆けつけたヨハンの助けで正気を取り戻し、デュエルアカデミアに引き返す。
しかし、すでに時遅くミスターTによって学園の大半の人間達はダークネスの世界に引きずり込まれていた。ダークネスの力により存在すら消され、残っていた生徒達も記憶が欠けていくようになる。一人彷徨う吹雪はダークネスの仮面によって仲間達の記憶を取り戻し、駆けつけた十代らと共に、ダークネスと対峙する。ダークネスの正体は数年前に吹雪の目の前で消えた藤原優介であった。藤原は吹雪を倒すが、十代とヨハンに敗れ、ダークネスから開放された。 しかし、世界を包むダークネスは消えることはなく、学園で起こっていた人々の消失は世界中で発生していた。そして十代の前に、ヨハンと藤原を連れ去ったダークネス本人が出現し、最後の戦いがはじまる。十代はダークネスから「自分は人々の未来の姿である」ということを告げられる。その言葉に惑わされながらもとらわれた人々の心に自分達の「カード」の存在を訴えかけ、ダークネスの世界から連れ戻す事に成功した。そして、自身が創造したカード「ネオス」と「ネオスペーシアン」の最後の融合体「E・HERO ゴッド・ネオス」でダークネスを打ち破り、世界に真の平和を取り戻した。
無事に卒業式を終え学園を去ろうとした十代の前に伝説のデュエリスト武藤遊戯が現れ、自身の最後の相手として十代を過去に飛ばし、十代が忘れていたある感情を呼び覚ます。そしてファラオ・大徳寺を加え、十代は新たな旅に出る。

## 海外版
前作に引き続き、アメリカの4kidsチャンネルのほか、カナダやドイツ、イタリア、フランスなどの国で放送が行われた。
4kidsチャンネル放送の英語版ではオリジナル版からBGMやSEの全てが変更。作中に登場するカードはOCGデザインよりもイラストを強調したものに、デュエル中のライフポイントやモンスターのステータスを表示する枠もオリジナルのデザインとなっている。
エドやヨハンといった海外出身のキャラクターを含めほぼ全ての登場人物の名前がオリジナル版から変更されている。この点については他シリーズと比べても特に顕著であり、主人公の名前までもが変更されたのは本作のみである。
英語版をはじめ、多くの国での放送はオリジナル版における155話で終了しており、十代や亮がデュエルアカデミアに帰還しないまま物語が終わるという中途半端な結末となっている。そのため後に吹き替え版が作られた『10thアニバーサリー 劇場版 遊☆戯☆王 〜超融合!時空を越えた絆〜』とはアニメシリーズから話が繋がらない形になってしまっている。
その他、英語版での細かい変更点については以下を参照。
- キャラクターが裸になるシーンなど性的な描写は改変、もしくはカットされている。明日香達の入浴シーンは裸から水着姿に変更。三沢が校内を全裸で疾走するシーンでは下半身にブリーフを履かせている。
- 同性愛を想起させるユベルや剣山の台詞が改変。前者に関しては英語版では性別が完全な女性に変更され、十代に執着する理由も宇宙に捨てられたことに対する純粋な復讐となっている。
- キャラクターの死に関する描写は台詞の改変やシーンのカットで曖昧にされており、オリジナル版では殺害されたエドの父親も誘拐されたことになっている。三期におけるキャラクターが消滅したかと思われる描写についても「星に送られた」と説明している。
- 万丈目の体臭はおジャマ３兄弟の体臭より臭い、シャツを着て散髪すると引きが悪くなる、翔が赤子の頃に「トラックロイド」に似たおもちゃを持っていたなどオリジナル版になかった台詞や設定が追加されている。

## 作中用語
デュエルモンスターズ
インダストリアル・イリュージョン社が製作し、海馬コーポレーションが販売しているカードゲーム。デュエルモンスターズシリーズの作品を象徴するものであり、物語の根幹を成すものであるといえる。デュエルモンスターズの創造者は「ペガサス・J・クロフォード」とされているが、その真の発祥には謎が多く、ダークネスによれば、宇宙の始まりから既に存在しており、一枚のカードの表と裏から、宇宙が創造された。
デュエル・アカデミア
本作の主舞台。活火山を持つ太平洋の孤島に設立された、全寮・寄宿制のデュエリスト養成学校。オーナーは海馬コーポレーション社長である海馬瀬人。北の果てにノース校という姉妹校があり、ノース校以外にもアークティック校、ウエスト校、サウス校、イースト校などの姉妹校が存在する。理事長は影丸、学校長は鮫島。なお、鮫島が一時学園を離れた際にはクロノスが臨時校長を勤めた。
いわゆる習熟度別学習による制度があり、成績次第で寮の配置が決められる。入学試験トップの三沢がラー・イエローに配置されたように、入学1年目はラーかオシリスからのスタートであり、いきなりオベリスクという配置はない。しかし女子の場合は成績の良し悪しに関係なくオベリスクブルー所属になる（しかし、上記のオシリス・レッド、ラー・イエローに配属される条件となる編入組と明言された女子生徒は、レイを除いて1人も登場していない）。3年目より再登場したレイは、十代の傍にいたいがためかオシリス・レッド所属で、事実上初のオシリス・レッド女子となっている。第四期では十代とレイ以外にオシリス・レッドの制服を着た生徒が確認できなかった。
オシリス・レッド
デュエルアカデミアの下級クラスの寮。名前の通り由来は「オシリスの天空竜」とカードカラーのレッド（赤）である。他の寮とは待遇差があり、おんぼろの寮である。一年目における寮長は大徳寺だったが、彼の死後寮長はファラオという、よく大徳寺と一緒にいた猫ということになっている。レッド寮に増設された万丈目ルームと食堂は十代たちの集合場所となっていた。第四期では、十代以外のレッド寮生が一人もいなかった。
ラー・イエロー
デュエルアカデミアの中級クラスの寮。高等部から入学した優秀な生徒はここの所属となる。名前の由来は「ラーの翼神竜」とカードカラーのイエロー（黄）である。ブルーほどではないが、優秀だと言うことでレッドを見下す生徒も存在する。所属する生徒は三沢大地、ティラノ剣山、加納マルタンなど。二年目の途中から三年目の前期までは丸藤翔も在籍していた。寮長は樺山。男性寮だが、第一話ではラーイエローの女生徒も登場している。
オベリスク・ブルー
デュエルアカデミアの上級クラスの寮で、唯一女子が所属しているが、本校では女生徒は実力に関係なくオベリスクブルーに配属される。名前の由来は「オベリスクの巨神兵」とカードカラーのブルー（青）である。アカデミアで最も地位が上と言うために思い上がる生徒が多く、当時ブルーだった万丈目がその最たる例である。所属する生徒は万丈目準、天上院明日香、天上院吹雪、早乙女レイ、エド・フェニックス、丸藤亮、斎王琢磨、丸藤翔（三年の後期から）。海外からの特待生たちもこの寮に所属する。男子寮長はクロノス・デ・メディチで、女子寮の寮長は鮎川恵美。また、影丸たちが優秀な生徒を使い実験を行っていた特待生寮も存在していたが、現在は廃寮となっており、十代に敗北した影丸により、閉じ込められていた生徒たちも藤原を除いて解放された。
ドローパン
購買部の名物で、コロッケやピザなどが入っているパン。1日1個入っているという黄金の卵パンを目当てに十代たちを始め多くの生徒が購買部を訪ねている。なお、今までに卵パンを当てた主要キャラは十代と明日香と翔、そしてエドの4人である。また、この黄金の卵を産む鶏はクロノスと縁がある。
セブンスターズ
十代が一年生の時に学園のある島に存在する三幻魔を狙ってきた七人のデュエリスト。構成メンバーは失踪中だった吹雪に取り憑いていたダークネス、吸血鬼カミューラ、アマゾネスの戦士タニヤ、黒蠍盗掘団、古代エジプトのデュエルの神と呼ばれたアビドス三世、かつて十代に破れたタイタン、錬金術師アムナエルことレッドの寮長大徳寺である。個々人で目的が全く異なり、どのような経緯で結託していたのかは一切不明。ただ、カミューラは棺で眠っているところで勧誘され、タイタンは闇の世界にて影丸に助けられたことで仲間となった。
光の結社
2年目で現れた謎の組織。エドのマネージャー斎王琢磨を盟主とし、構成員は一部を除き白い服を着ている。当初は斎王の命を受け暗躍しているに過ぎなかったが、白に染まった万丈目がブルーを占拠し、ホワイト寮としたのを切っ掛けに活動が表面化。多くの生徒を引き込み、明日香と三沢もその手に落ちた。ジェネックスでアカデミアを白く染め上げる目前まで来たが、十代とのデュエルを経て離反した万丈目が率いるブルー生徒が構成員の全員を、十代とエドが斎王を倒したことにより壊滅した。
プロリーグ
プロの世界で収入を得るデュエリストが所属するリーグ。ここに所属するデュエリストは「プロデュエリスト」と呼称される。試合は劇中の描写ではすべて海馬コーポレーションが作った「海馬ドーム」と呼ばれる施設で行なわれている。
プロデュエリストの強さを数値化したランキングというものが存在する。また、プロデュエリストはスポンサーがついていないとこの世界で生き延びていくことが難しくなる。
ジェネックス
2年目でデュエルアカデミアを会場に鮫島校長が開催した世界大会。デュエルアカデミア本校の高等部生徒全員に参加資格があり、世界中のデュエル学園の代表、プロ、セミプロが参加するプロアマオープンの大会。参加者には資格メダルが贈られ、参加者には一日一回デュエルの義務があり、最初の挑戦を断れない。勝者は敗者のメダルをすべてもらう過酷なサバイバルである。この大会の裏には究極のDのカードを探すという鮫島校長とペガサスの意図もあった。因みに優勝賞品はトメさんのキスと、校長が、できる最大限の範囲で優勝者の願いを叶えることである。生徒の向上心を高めるために開催されたこの大会だが、ほとんどの一般生徒はプロから逃げ回っていた。
デスクロージャーデュエル
通称デスデュエル。デュエルアカデミアウエスト校の講師プロフェッサー・コブラが発案したデュエルで、デスベルトという装置を用いてデュエリストの戦術、戦績を分析し、その生徒の能力を測る物である。本校では能力の低い生徒は問答無用で寮格下げ、退学という非常に厳しいルールであった。しかし、このデュエルにはコブラの陰謀が隠されていた。異世界から戻ってきたことでデスベルトは壊れた。
異世界
これまで十代たちが迷い込んだ別の世界。どの世界でもデュエルモンスターズが実体化して存在しており、デュエルの意味も世界によって異なり、中には生死をかけた危険なデュエルも存在する。三期はこれらの世界が主な舞台であり、デュエルアカデミアが校舎ごと砂漠の世界に飛ばされていたこともあった。
作中で出てきた世界は「現実世界」「墓守の一族がいる世界」「温泉とつながっていた精霊の世界」「ユベルによって飛ばされた砂漠の世界」「高レベルモンスターが支配する世界」「万丈目たちが飛ばされた地獄のような世界」の六つである。
三沢の発言によると十二の世界が存在するらしい。
デュエルモンスターズの精霊
前作と同様「デュエルモンスターズ」はただのカードゲームではなく、登場するモンスターは精霊としてカードに宿っており、特定の人物だけが見たり、会話することもできる。十代も幼い頃からこの力を有しており、「ハネクリボー」を相棒と呼び何度も意思疎通を交わしている。また、一部の人物も精霊を察知することができる。三年目に登場したヨハン・アンデルセンも精霊が見え、自分のカード「宝玉獣」の精霊と会話を行える。三期目ではこの存在が本格的に物語に関わっている。作中で精霊と交流できる人物は、十代、万丈目、ヨハン、藤原、もけ夫、ローズ、ギース、武藤遊戯であり、精霊の存在を感じている人物は隼人、エド、ペガサスである。また、異世界においては普段は精霊を見ることができない人間でもその姿を見ることができる。そしてごく稀な例だが、精霊が自ら実体化して人間界に現れることもある。
破滅の光
宇宙で「闇」と永遠の戦いを続けている光。二期で斎王にとりついていた意思。宇宙の本質が「闇」であることから「やさしき闇」と相反した「破滅の光」また「光の波動」と呼ばれ、十代は破滅の光と戦うために「正しき闇の力」の使い手としてネオ・スペーシアンに選ばれた。 インダストリアル・イリュージョン社の調査によれば数億年前にホワイトホールから出現し10年前に地球に降り注ぎ、更にそれ以前からも存在し人間史の変化や世界大戦など事実上世界の歴史に影響を与えてきた。二期の最後で十代とのデュエルに敗れ、斎王から去って行った。三期ではユベルもその存在について言及しており、十代との和解・魂の融合の際に「これから一緒に破滅の光と戦っていく」と発言。十代は破滅の光との戦いのため宇宙へ旅立ち、しばらくしてアカデミアに帰還したが、その後の破滅の光については不明。
ダークネス
宇宙が一枚のカードから始まった時、カードの裏側の闇から生まれた存在。人が必ず持つ「心の闇（負の感情）」に付け入りその精神と肉体を蝕む闇の力であり、また「心の闇」そのものの具現体でもある。四期の物語の焦点。一期ではセブンスターズの一人として、吹雪の身体を操り十代たちに敵対。四期に入ってからは、ミスターTを操り出し本格的に活動を始め、童実野町住人やデュエルアカデミア生徒など、多くの人間をダークネスの世界に引きずり込んだ。在りし日にダークネスと契約し、事の発端を作り上げた藤原優介は今やダークネスそのものとなっており、ダークネスの世界の中で全ての存在を絶望に陥れて闇と同化させ均等化することで苦しみから解放する、ということを目的としている。

## 三幻魔
三幻魔（さんげんま）とは、デュエルアカデミアの地下に封印されていた3枚のカード。コントロールするには精霊を操る力が不可欠であり、その力は三幻神にも匹敵するものとされ、フィールドに存在するだけで対戦者以外のモンスターの生気を吸い取り続ける。復活すれば地球全土のデュエルモンスターズの精霊の生気を吸い取り、所有者に永遠の命をもたらす存在として描かれた。1期目で影丸が封印を解き生気を取り戻し若返るも十代に敗れ鮫島の手で再び封印される。三期目ではユベルがマルタンを利用し再び封印を解いた。
神炎皇ウリア
赤い竜の姿をした幻魔。罠カードを3枚墓地に送った場合のみ召喚が可能。劇中では伏せられたカードを墓地に送り召喚された。攻撃力は0だが、墓地の罠カード1枚につき1000ポイントアップする。さらに1ターンに1度だけ相手のセットされた魔法・罠カードを1枚破壊することができる。手札の罠カードを1枚捨てることで墓地からこのカードを蘇生できる。再登場のさいには永続罠の数だけ攻撃力があがる能力に変更された。
攻撃名はハイパー・ブレイズ。セットされたカードを破壊する効果はトラップ・デストラクション。
名前の由来はウリエル。
降雷皇ハモン
黄金の悪魔のような姿の幻魔。魔法カードを3枚墓地に送った場合のみ召喚が可能。攻撃力・守備力は共に4000ポイントの上、相手モンスターを戦闘で破壊した時に相手プレイヤーに1000ポイントのダメージを与える効果がある。再登場の際には永続魔法を墓地へ送って召喚する効果に変更された。
攻撃名は失楽の霹靂（しつらくのへきれき）。効果名は地獄の贖罪（じごくのしょくざい）
名前の由来はアモンとラミエル。
幻魔皇ラビエル
三体の幻魔の中で最強と言われるカード。自分の場の悪魔族モンスター3体をリリースすることで特殊召喚できる。攻撃力・守備力は4000ポイント。相手がモンスターを召喚する度に幻魔トークン（攻撃力・守備力が1000の攻撃宣言ができないモンスター）を1体特殊召喚する。1ターンに1度、自分の場のモンスターをリリースすることで、攻撃力がリリースしたモンスターの数値分だけアップする。
攻撃名は天界蹂躙拳（てんかいじゅうりんけん）。
名前の由来はラファエル。
混沌幻魔アーミタイル
場の三幻魔を除外することで召喚できるモンスター。劇中では三幻魔を除外することによって、発動できる次元融合殺にて召喚され1ターンに1度モンスター1体に10000ポイントの戦闘ダメージを与える効果と、1ターンに一度相手の場に移動でき、アーミタイル以外の自分のモンスターを除外する効果も持つ。
ダメージ効果名は全土滅殺・天征波（ぜんどめっさつ・てんせいは）。効果名は虚無幻影羅生門（きょむげんえいらしょうもん）。

## 視聴者オリジナルモンスター
視聴者が考えたカードの募集があり、採用されたカードはアニメで使用された。
デミウルゴス EMA
攻撃力3300。フィールド上の「ホムンクルストークン」1体につき、このカードの攻撃力は800ポイントアップする。このカードが破壊されたとき、フィールド上の「ホムンクルストークン」を全て破壊する。
77話にて岩丸が使用。「シャドームーン」の効果で「雷帝ザボルグ」、「氷帝メビウス」、「炎帝テスタロス」、「地帝グランマーグ」の4体の帝モンスターを生贄に召喚された。その攻撃力で十代を追い詰めたが「魂の共有-コモンソウル」と「受け継がれる力」によって攻撃力が5400となったネオスにやられてしまった。「ホムンクルストークン」は「シャドームーン」によって発動されたフィールド魔法「ブルームーン-血塗れの月-」によって召喚されるトークンである。
闇の神-ダークゴッド
攻撃力3000。このカードは戦闘では破壊されない。また、相手プレイヤーを直接攻撃することはできない。このカードが戦闘で破壊したモンスター1体につき、700ポイントのダメージを相手に与える。
79話にて美寿知が使用。彼女のデッキの切り札だった。
『遊☆戯☆王デュエルモンスターズGX タッグフォース2』で同カードをダウンロードができる。
星見鳥ラリス
攻撃力は800しかないが、ダメージステップ時のみ戦闘する相手モンスターのレベル×200ポイントアップする。このカードが攻撃した場合ダメージステップ終了時にゲームから除外され、次の自分ターンのバトルフェイズ開始時に自分フィールド上に表側攻撃表示で戻る。
80話にて十代が使用。番組終了後の「今日の最強カード」でも十代が「オレの新しい仲間だ」と言っていたが、これ以降は登場していない。
OCG化されているが放送時と絵柄が違う。

## 主題歌

### オープニングテーマ
1. 「快晴・上昇・ハレルーヤ」（1話 - 33話）
  - 作詞 - MASAYA、NAGATA、TAKE / 作曲 - KOJI、MASAYA / 歌・編曲 - JINDOU[7]（ユニバーサルミュージック / マーベラスエンターテイメント）
2. 「99%」（34話 - 104話）
  - 作詞 - 丸山和弘 / 作曲 - 錦戸篤、丸山和弘 / 編曲 - BOWL、山口一久 / 歌 - BOWL[7]（マーベラスエンターテイメント）
  - 第1期（34話 - 52話）と、第2期（53話 - 104話）で映像が2パターン存在する。後者はストーリーの進行ごとに描写が少しずつアレンジされていった。
3. 「ティアドロップ」（105話 - 156話）
  - 作詞・作曲 - 丸山和弘 / 歌・編曲 - BOWL[7]（コロムビアミュージックエンタテイメント / マーベラスエンターテイメント）
  - ストーリー後半（132話 - 156話）に入るにあたって映像が一部アレンジされた。
  - CD版とは曲のアレンジが異なる。
4. 「Precious Time, Glory Days」（157話 - 180話）
  - 作詞・作曲 - YOFFY / 編曲 - 大石憲一郎 / 歌 - サイキックラバー[7]（コロムビアミュージックエンタテイメント / マーベラスエンターテイメント）

### エンディングテーマ
1. 「限界バトル」（1話 - 33話）
  - 作詞 - 影山ヒロノブ、奥井雅美 / 作曲 - 影山ヒロノブ / 編曲 - 河野陽吾 / 歌 - JAM Project（ランティス / マーベラスエンターテイメント）
  - 第3話から映像が一部アレンジされた。
2. 「Wake Up Your Heart」（34話 - 104話）
  - 作詞 - The NaB's / 作曲 - 前田克樹 / 編曲 - 芳野藤丸 / 歌 - KENN with The NaB's（マーベラスエンターテイメント）
  - 第2期（53話 - 104話）では映像が一部アレンジされた。
  - KENNは遊城十代の担当声優である。
3. 「太陽」（105話 - 156話）
  - 作詞・作曲 - 遠藤満 / 編曲 - BITE THE LUNG、片寄明人 / 歌 - BITE THE LUNG（BOOT-UP RECORDS / マーベラスエンターテイメント）
  - ストーリー後半（132話 - 156話）に入るにあたって映像が一部アレンジされた。
4. 「Endless Dream」（157話 - 180話）
  - 歌・作詞 - きただにひろし （マーベラスエンターテイメント） / 作曲・編曲 - IPPEI

## スタッフ
ごく初期の数回を除き、韓国の同友アニメーションと合同で制作しており、作画工程を中心に同友側へ発注している（一時期のみ、彩色工程は国内のスタジオに発注していた）。次回作の『遊☆戯☆王5D's』では、同社は一部の回のみで単発的にグロス請けを担当している。
- 原作 - 高橋和希、スタジオ・ダイス（集英社「ジャンプコミックス」刊）
- 監督 - 辻初樹
- シリーズ構成 - 武上純希（TURN-1 - TURN-156）、吉田伸（TURN-157 - TURN-180）
- チーフ演出 - 鶴田寛
- デュエルアドバイザー - 彦久保雅博
- キャラクター / メインモンスターデザイン - 原憲一
- 美術監督 - 西川淳一郎
- 色彩設計 - 箕輪綾美
- 撮影監督→撮影監修 - 枝光弘明→星知良
- 音楽 - 蓑部雄崇
- 音楽プロデューサー - 浅田裕之
- 録音監督 - 三ツ矢雄二 （TURN-01 - TURN-151） →平光琢也 （TURN-152 - TURN-156） →不在 （TURN-157 - TURN-180）
- 音響監督 - 平光琢也
- プロデューサー - 山川典夫（テレビ東京）、笹田直樹→実松照晃（nas）
- アニメーションプロデューサー - 長谷川徹→田中日出男（ぎゃろっぷ）
- ゲストメカデザイン - 小海雄司
- ゲストモンスターデザイン - 青木健太、杉山昌弘、佐藤よしひろ、小川純平、上北ふたご、東出太 他
- アニメオリジナルカード絵作画 - 小川純平、加藤園、如月あおい
- カード特効 - 横井正人
- 編集 - 揖野允史
- アニメーション制作 - ぎゃろっぷ
- 製作 - テレビ東京、nas

## 各話リスト
| 話数     | サブタイトル                                                               | 脚本                  | コンテ                   | 演出                      | 作画監督                                              | 制作協力           | 放送日         |
| -------- | -------------------------------------------------------------------------- | --------------------- | ------------------------ | ------------------------- | ----------------------------------------------------- | ------------------ | -------------- |
| TURN-1   | 遊戯を継ぐ者                                                               | 武上純希              | 辻初樹                   | 鴫野彰                    | 吉田秀之                                              | studio R           | 2004年 10月6日 |
| TURN-2   | フレイム・ウィングマン                                                     | 武上純希              | 辻初樹                   | Lee Kyoung Soo            | Lee Kyoung Soo                                        | 同友アニメーション | 10月13日       |
| TURN-3   | エトワール・サイバー                                                       | 前川淳                | 菱川直樹                 | Lee Kyoung Soo            | Lee Ok Mi                                             | 同友アニメーション | 10月20日       |
| TURN-4   | 5重合体VWXYZ（ヴィトゥズィ）                                               | 鈴木やすゆき          | 中村憲由                 | Lee Kyoung Soo            | Bang Seung Jin                                        | 同友アニメーション | 10月27日       |
| TURN-5   | 闇のデーモンデッキ                                                         | 吉田伸                | 辻初樹                   | Lee Kyoung Soo            | Park Chi Man                                          | 同友アニメーション | 11月3日        |
| TURN-6   | ハネクリボーの奇跡                                                         | 吉田伸                | 高林久弥                 | 松田清                    | 川村史憲                                              | IMAGINE            | 11月10日       |
| TURN-7   | 翔の乗り物（ビークロイド）デッキ                                           | 武上純希              | 菱川直樹                 | Lee Kyoung Soo            | In Tea Sun                                            | 同友アニメーション | 11月17日       |
| TURN-8   | 最強!サイバーエンド・ドラゴン                                              | 鈴木やすゆき          | 島村秀一                 | 石川敏浩                  | 吉田秀之                                              | WAO WORLD          | 11月24日       |
| TURN-9   | 一撃必殺!ちゃぶ台返し                                                      | 前川淳                | 奥脇雅晴                 | Lee Kyoung Soo            | Jung Seung Jun                                        | 同友アニメーション | 12月1日        |
| TURN-10  | 十代&翔!タッグデュエル（前編）                                             | 面出明美              | 辻初樹                   | Lee Kyoung Soo            | Park Chi Man                                          | 同友アニメーション | 12月8日        |
| TURN-11  | 十代&翔!タッグデュエル（後編）                                             | 面出明美              | 辻初樹                   | Lee Kyoung Soo            | Bang Seung Jin                                        | 同友アニメーション | 12月15日       |
| TURN-12  | 酸素+水素=H2O（ウォーター）ドラゴン                                        | 吉田伸                | 中村憲由                 | Lee Kyoung Soo            | Park Chi Man                                          | 同友アニメーション | 12月22日       |
| TURN-13  | 野生解放!SAL（サル）デュエル                                               | 前川淳                | 菱川直樹                 | Lee Kyoung Soo            | Lee Ok Mi Jung Seung Jun                              | 同友アニメーション | 12月29日       |
| TURN-14  | VS（バーサス）サイコショッカー!?                                           | 鈴木やすゆき          | 辻初樹                   | Lee Kyoung Soo            | Park Chi Man                                          | 同友アニメーション | 2005年 1月5日  |
| TURN-15  | 青春のデュエルテニス                                                       | 前川淳                | 上田芳裕                 | Lee Kyoung Soo            | Bang Seung Jin                                        | 同友アニメーション | 1月12日        |
| TURN-16  | 闇夜のキングゴブリン                                                       | 面出明美              | 奥脇雅晴                 | Lee Kyoung Soo            | Park Chi Man                                          | 同友アニメーション | 1月19日        |
| TURN-17  | ドロー!ドロー!ドロー!                                                      | 鈴木やすゆき          | 菱川直樹                 | Lee Kyoung Soo            | Lee Ok Mi Jung Seung Jun                              | 同友アニメーション | 1月26日        |
| TURN-18  | VS（バーサス）遊戯デッキ（前編）                                           | 吉田伸                | 辻初樹                   | Lee Kyoung Soo            | In Tea Sun                                            | 同友アニメーション | 2月2日         |
| TURN-19  | VS（バーサス）遊戯デッキ（後編）                                           | 吉田伸                | 島村秀一                 | Lee Kyoung Soo            | Bang Seung Jin                                        | 同友アニメーション | 2月9日         |
| TURN-20  | 恋する乙女は強いのよデッキ!                                                | 武上純希              | 辻初樹                   | Lee Kyoung Soo            | Park Chi Man                                          | 同友アニメーション | 2月16日        |
| TURN-21  | 融合封じ!十代VS三沢                                                        | 面出明美              | 奥脇雅晴                 | Lee Kyoung Soo            | Lee Ok Mi Jung Seung Jun                              | 同友アニメーション | 2月23日        |
| TURN-22  | ワイルドマン召喚!十代VS三沢                                                | 面出明美              | 菱川直樹                 | Lee Kyoung Soo            | JIWOO動画                                             | 同友アニメーション | 3月2日         |
| TURN-23  | 脱力!もけもけデュエル                                                      | 鈴木やすゆき          | 中村憲由                 | Lee Kyoung Soo            | Park Chi Man In Tae Sun                               | 同友アニメーション | 3月9日         |
| TURN-24  | 復活!万丈目サンダー                                                        | 吉田伸                | 辻初樹                   | Lee Kyoung Soo            | Park Chi Man                                          | 同友アニメーション | 3月16日        |
| TURN-25  | VS万丈目サンダー（前編）アームドドラゴンの脅威                             | 吉田伸                | 中村憲由                 | Lee Kyoung Soo            | Bang Seung Jin                                        | 同友アニメーション | 3月23日        |
| TURN-26  | VS万丈目サンダー（後編）アームドドラゴンLV7                                | 吉田伸                | 中村憲由                 | Lee Kyoung Soo            | Yang Kwang Seok                                       | 同友アニメーション | 3月30日        |
| TURN-27  | 課外授業は闇のデュエル!?（前編）                                           | 武上純希              | 辻初樹                   | Lee Kyoung Soo            | Park Chi Man                                          | 同友アニメーション | 4月6日         |
| TURN-28  | 課外授業は闇のデュエル!?（後編）                                           | 武上純希              | 辻初樹                   | Lee Kyoung Soo            | Lee Ok Mi                                             | 同友アニメーション | 4月13日        |
| TURN-29  | VSダークネス（前編）真紅眼の黒竜（レッドアイズ・ブラックドラゴン）の挑戦   | 鈴木やすゆき          | 菊池一仁                 | Lee Kyoung Soo            | Bang Seung Jin                                        | 同友アニメーション | 4月20日        |
| TURN-30  | VSダークネス（後編）真紅眼の闇竜（レッドアイズ・ダークネスドラゴン）の攻撃 | 鈴木やすゆき          | 菱川直樹                 | Lee Kyoung Soo            | Park Chi Man                                          | 同友アニメーション | 4月27日        |
| TURN-31  | クロノスVS吸血美女（ヴァンパイア）カミューラ                               | 高橋ナツコ            | 菱川直樹                 | Lee Kyoung Soo            | An Jae Ho                                             | 同友アニメーション | 5月4日         |
| TURN-32  | カイザーVSカミューラ幻魔の扉発動!                                          | 江夏由結              | 菊池一仁                 | Lee Kyoung Soo            | In Tea Sun                                            | 同友アニメーション | 5月11日        |
| TURN-33  | 輝け!シャイニング・フレア・ウィングマン                                    | 武上純希              | 辻初樹                   | Lee Kyoung Soo            | Park Chi Man                                          | 同友アニメーション | 5月18日        |
| TURN-34  | 湯けむり旅情!青眼の白龍（ブルーアイズ・ホワイト・ドラゴン）                | 江夏由結              | 辻初樹                   | Lee Kyoung Soo            | Lee Joo Hyeun                                         | 同友アニメーション | 5月25日        |
| TURN-35  | 兄弟の結束!おジャマデルタハリケーン                                        | 吉田伸                | 中村憲由                 | Lee Kyoung Soo            | Ko Seong Woon                                         | 同友アニメーション | 6月1日         |
| TURN-36  | 三沢っちVSアマゾネス!ムコとりデュエル                                      | 鈴木やすゆき          | 菊池一仁                 | Lee Kyoung Soo            | Lee Ok Mi                                             | 同友アニメーション | 6月8日         |
| TURN-37  | 肉弾決闘!アマゾネスのデスリング                                            | 高橋ナツコ            | 菱川直樹                 | Lee Kyoung Soo            | Park Chi Man                                          | 同友アニメーション | 6月15日        |
| TURN-38  | 水中デュエル!伝説の都アトランティス                                        | 前川淳                | 中村憲由                 | Lee Kyoung Soo            | In Tea Sun                                            | 同友アニメーション | 6月22日        |
| TURN-39  | 名探偵サンダーVS黒サソリ盗掘団                                             | 吉田伸                | 辻初樹                   | Lee Kyoung Soo            | Lee Jong Kyoung                                       | 同友アニメーション | 6月29日        |
| TURN-40  | H・E・R・O（エイチイーアールオー）フラッシュ!                              | 江夏由結              | 菊池一仁                 | Lee Kyoung Soo            | Park Chi Man                                          | 同友アニメーション | 7月6日         |
| TURN-41  | 闇の闘牛場（ダーク・アリーナ）発動!明日香VSタイタン                        | 武上純希              | 菱川直樹                 | Lee Kyoung Soo            | Lee Ok Mi                                             | 同友アニメーション | 7月13日        |
| TURN-42  | 学園祭デュエル!ブラマジガール乱入                                          | 高橋ナツコ            | 辻初樹                   | Lee Kyoung Soo            | Park Chi Man                                          | 同友アニメーション | 7月20日        |
| TURN-43  | 明日香にセカンド・ラブ・チャンス!?                                         | 鈴木やすゆき          | 菊池一仁                 | Lee Kyoung Soo            | In Tea Sun                                            | 同友アニメーション | 7月27日        |
| TURN-44  | 7人目の影                                                                  | 江夏由結              | 菊池一仁                 | Lee Kyoung Soo            | Lee Ok Mi                                             | 同友アニメーション | 8月3日         |
| TURN-45  | VSアムナエル!E（エレメンタル）ヒーロー絶対封じ                             | 吉田伸                | 辻初樹                   | Lee Kyoung Soo            | Park Chi Man                                          | 同友アニメーション | 8月10日        |
| TURN-46  | 地水炎風（ちすいえんふう）融合!エリクシーラー                              | 吉田伸                | 辻初樹                   | Lee Kyoung Soo            | Ko Seong Woon                                         | 同友アニメーション | 8月17日        |
| TURN-47  | 明日香VS万丈目!サイバー・エンジェル-弁天-                                  | 鈴木やすゆき          | 菱川直樹                 | Lee Kyoung Soo            | Lee Ok Mi                                             | 同友アニメーション | 8月24日        |
| TURN-48  | VS影丸（前編）2つの幻魔                                                    | 吉田伸                | 辻初樹                   | Lee Kyoung Soo            | Park Chi Man                                          | 同友アニメーション | 8月31日        |
| TURN-49  | VS影丸（後編）三幻魔覚醒                                                   | 吉田伸                | 中村憲由                 | Lee Kyoung Soo            | In Tea Sun                                            | 同友アニメーション | 9月7日         |
| TURN-50  | 隼人VSクロノス!エアーズロックサンライズ                                    | 武上純希 馬場絵麻     | 菊池一仁                 | Lee Kyoung Soo            | Lee Ok Mi                                             | 同友アニメーション | 9月14日        |
| TURN-51  | VSカイザー（前編）パワーボンド×（アンド）サイバーエンド                    | 高橋ナツコ            | 菱川直樹                 | Lee Kyoung Soo            | Park Chi Man                                          | 同友アニメーション | 9月21日        |
| TURN-52  | VSカイザー（後編）ファイナル・フュージョン                                 | 高橋ナツコ            | 辻初樹                   | Lee Kyoung Soo            | In Tea Sun                                            | 同友アニメーション | 9月28日        |
| TURN-53  | 運命のはじまり!新入生エド・フェニックス                                    | 武上純希              | 菊池一仁                 | Lee Kyoung Soo            | Lee Kyoung Soo                                        | 同友アニメーション | 10月5日        |
| TURN-54  | サンダーVSエリート君!メカおジャマキング発進                                | 加藤陽一              | 葛谷直行                 | Lee Kyoung Soo            | Park Chi Man                                          | 同友アニメーション | 10月12日       |
| TURN-55  | ティラノ剣山登場ざうるす!                                                  | 鈴木やすゆき          | 辻初樹                   | Lee Kyoung Soo            | In Tea Sun                                            | 同友アニメーション | 10月19日       |
| TURN-56  | 翔VS昆虫少女!インセクト・プリンセス                                        | 江夏由結              | 菊池一仁                 | Lee Kyoung Soo            | Lee Kyoung Soo                                        | 同友アニメーション | 10月26日       |
| TURN-57  | カイザーVSエド!プロリーグの戦い                                            | 吉田伸                | 菱川直樹                 | Lee Kyoung Soo            | Park Chi Man                                          | 同友アニメーション | 11月2日        |
| TURN-58  | VSエド（前編）Eヒーロー対Eヒーロー                                         | 吉田伸                | 江上潔                   | Lee Kyoung Soo            | Park Chi Man                                          | 同友アニメーション | 11月9日        |
| TURN-59  | VSエド（後編）運命のDヒーロー                                              | 吉田伸                | 辻初樹                   | Lee Kyoung Soo            | In Tea Sun                                            | 同友アニメーション | 11月16日       |
| TURN-60  | 明日香VS吹雪!兄妹アイドルへの道                                            | 江夏由結              | 菱川直樹                 | Lee Kyoung Soo            | Lee Kyoung Soo                                        | 同友アニメーション | 11月23日       |
| TURN-61  | 斎王登場!運命のタロットデッキ                                              | 鈴木やすゆき          | 中村憲由                 | Lee Kyoung Soo            | Park Chi Man                                          | 同友アニメーション | 11月30日       |
| TURN-62  | 新E（エレメンタル）ヒーロー!ネオス                                         | 武上純希              | 辻初樹                   | Lee Kyoung Soo            | In Tea Sun                                            | 同友アニメーション | 12月7日        |
| TURN-63  | 剣山VSカレーの魔人!スパイシーデュエル                                      | 加藤陽一              | 菊池一仁                 | Lee Kyoung Soo            | Lee Kyoung Soo                                        | 同友アニメーション | 12月14日       |
| TURN-64  | 翔VS剣山!アニキへの熱き想いデュエル                                        | 江夏由結              | 吉川浩司                 | Lee Kyoung Soo            | Park Chi Man                                          | 同友アニメーション | 12月21日       |
| TURN-65  | ヘルカイザー亮!キメラテック・オーバー・ドラゴン                            | 鈴木やすゆき          | 辻初樹                   | Lee Kyoung Soo            | In Tea Sun                                            | 同友アニメーション | 12月28日       |
| TURN-66  | 十代初夢デュエル!                                                          | 武上純希              | 辻初樹                   | Lee Kyoung Soo            | Lee Kyoung Soo                                        | 同友アニメーション | 2006年 1月4日  |
| TURN-67  | VSエド（前編）新たな力!アクア・ネオス                                      | 吉田伸                | 菱川直樹                 | Lee Kyoung Soo            | Park Chi Man                                          | 同友アニメーション | 1月11日        |
| TURN-68  | VSエド（後編）炎のフレア・ネオス                                           | 吉田伸                | 辻初樹                   | Lee Kyoung Soo            | In Tea Sun                                            | 同友アニメーション | 1月18日        |
| TURN-69  | クロノスVSナポレオン!トイソルジャーの行進                                  | 高橋ナツコ            | 辻初樹                   | Lee Kyoung Soo            | Lee Kyoung Soo                                        | 同友アニメーション | 1月25日        |
| TURN-70  | 明日香VS万丈目ホワイトサンダー!                                            | 武上純希              | 中村憲由                 | Lee Kyoung Soo            | Park Chi Man                                          | 同友アニメーション | 2月1日         |
| TURN-71  | VSゲームチャンプ!巨大戦艦テトラン発進                                      | 江夏由結              | 江上潔                   | Lee Kyoung Soo            | Lee Chan Woong                                        | 同友アニメーション | 2月8日         |
| TURN-72  | デッキ破壊を破壊せよ                                                       | 加藤陽一              | 菱川直樹                 | Lee Kyoung Soo            | In Tea Sun                                            | 同友アニメーション | 2月15日        |
| TURN-73  | 剣山VS斎王!恐竜DNAだドン                                                   | 武上純希              | 菊池一仁                 | Lee Kyoung Soo            | Park Chi Man                                          | 同友アニメーション | 2月22日        |
| TURN-74  | 黄泉ガエル!イキカエル!デスガエル!                                          | 鈴木やすゆき          | 中村憲由                 | Lee Kyoung Soo            | Lee Kyoung Soo                                        | 同友アニメーション | 3月1日         |
| TURN-75  | 修学旅行タッグデュエル                                                     | 吉田伸                | 辻初樹                   | Lee Kyoung Soo            | Lee Kyoung Soo                                        | 同友アニメーション | 3月8日         |
| TURN-76  | 究極合体!レックスユニオン                                                  | 吉田伸                | 辻初樹                   | Lee Kyoung Soo            | In Tea Sun                                            | 同友アニメーション | 3月15日        |
| TURN-77  | 恐怖の四帝!デミウルゴス・EMA（エマ）                                       | 江夏由結              | 菊池一仁                 | Lee Kyoung Soo            | Park Chi Man                                          | 同友アニメーション | 3月22日        |
| TURN-78  | 最強タッグ!?十代&エド（前編）                                              | 武上純希              | 菱川直樹                 | Lee Kyoung Soo            | Lee Kyoung Soo                                        | 同友アニメーション | 3月29日        |
| TURN-79  | 最強タッグ!?十代&エド（後編）                                              | 武上純希              | 辻初樹                   | Lee Kyoung Soo            | Lee Chan Woong                                        | 同友アニメーション | 4月5日         |
| TURN-80  | 絶望の国のアリス                                                           | 高橋ナツコ            | 辻初樹                   | Lee Kyoung Soo            | Nam Sung Min                                          | 同友アニメーション | 4月12日        |
| TURN-81  | クイズデュエル!?VSナゾラー・パネル9                                        | 武上純希 加藤陽一     | 菊池一仁                 | Lee Kyoung Soo            | In Tea Sun                                            | 同友アニメーション | 4月19日        |
| TURN-82  | 三沢VS万丈目アサルト・キャノン・ビートル                                   | 吉田伸                | 中村憲由                 | Lee Kyoung Soo            | Lee Kyoung Soo                                        | 同友アニメーション | 4月26日        |
| TURN-83  | ヘルカイザー亮VSマスター鮫島                                               | 鈴木やすゆき          | 辻初樹                   | Lee Kyoung Soo            | Park Chi Man                                          | 同友アニメーション | 5月3日         |
| TURN-84  | ジェネックス開幕!目指せ1番!                                                | 武上純希              | 菱川直樹                 | Lee Chan Woong            | Lee Chan Woong                                        | 同友アニメーション | 5月10日        |
| TURN-85  | 神のカード「ラーの翼神竜」を操る男!?                                       | 江夏由結              | 葛谷直行                 | Lee Kyoung Soo            | In Tea Sun                                            | 同友アニメーション | 5月17日        |
| TURN-86  | デュエルの花道                                                             | 高橋ナツコ            | 辻初樹                   | Park Chi Man              | Nam Sung Min                                          | 同友アニメーション | 5月24日        |
| TURN-87  | がんばれ!おジャマトリオ（前編）                                            | 吉田伸                | 中村憲由                 | Lee Kyoung Soo            | Lee Kyoung Soo                                        | 同友アニメーション | 5月31日        |
| TURN-88  | がんばれ!おジャマトリオ（後編）                                            | 吉田伸                | 中村憲由                 | Lee Chan Woong            | Lee Chan Woong                                        | 同友アニメーション | 6月7日         |
| TURN-89  | ヘルカイザーVSダークネス吹雪                                               | 鈴木やすゆき          | 辻初樹                   | Lee Kyoung Soo            | Park Chi Man                                          | 同友アニメーション | 6月14日        |
| TURN-90  | アカデミアのプライド                                                       | 武上純希              | 菊池一仁                 | Lee Kyoung Soo            | In Tea Sun                                            | 同友アニメーション | 6月21日        |
| TURN-91  | ワンターンキルの死神                                                       | 彦久保雅博            | 辻初樹                   | Lee Kyoung Soo            | Lee Kyoung Soo                                        | 同友アニメーション | 6月28日        |
| TURN-92  | トライアングル・デュエル                                                   | 江夏由結              | 菱川直樹                 | Lee Kyoung Soo            | Park Chi Man Nam Sung Min                             | 同友アニメーション | 7月5日         |
| TURN-93  | 白夜の決闘!十代VS明日香                                                    | 高橋ナツコ            | 菊池一仁                 | Lee Kyoung Soo            | Park Chi Man Nam Sung Min                             | 同友アニメーション | 7月12日        |
| TURN-94  | 白夜龍（ホワイトナイツドラゴン）!十代VS 明日香                             | 高橋ナツコ            | 菱川直樹                 | Lee Kyoung Soo            | In Tea Sun                                            | 同友アニメーション | 7月19日        |
| TURN-95  | 仁義なき兄弟デュエル亮VS翔                                                 | 鈴木やすゆき          | 辻初樹                   | Lee Kyoung Soo            | Park Chi Man                                          | 同友アニメーション | 7月26日        |
| TURN-96  | 相対性フィールド!十代VS天才博士                                            | 武上純希              | 中村憲由                 | Lee Kyoung Soo            | Lee Kyoung Soo                                        | 同友アニメーション | 8月2日         |
| TURN-97  | 登場!謎の世界チャンプ!                                                     | 吉田伸                | 杉山正樹                 | Lee Kyoung Soo            | Park Chi Man Nam Sung Min Lee Chan Woong              | 同友アニメーション | 8月9日         |
| TURN-98  | ついに発動!究極のDのカード                                                 | 吉田伸                | 辻初樹                   | Lee Kyoung Soo            | In Tea Sun                                            | 同友アニメーション | 8月16日        |
| TURN-99  | 十代VSレーザー衛星の恐怖                                                   | 高橋ナツコ            | 菊池一仁                 | Lee Kyoung Soo            | Park Chi Man                                          | 同友アニメーション | 8月23日        |
| TURN-100 | 究極のアルカナ「ザ・ワールド」                                             | 鈴木やすゆき          | 杉山正樹                 | Lee Kyoung Soo            | Lee Kyoung Soo                                        | 同友アニメーション | 8月30日        |
| TURN-101 | エド、必殺の一撃! 「ブルーD」                                              | 鈴木やすゆき          | 辻初樹                   | Lee Kyoung Soo            | Lee Chan Woong                                        | 同友アニメーション | 9月6日         |
| TURN-102 | 光の波動VSネオ・スペーシアン                                               | 武上純希              | 菱川直樹                 | Lee Kyoung Soo            | In Tea Sun                                            | 同友アニメーション | 9月13日        |
| TURN-103 | 十代ピンチ!フィールド魔法「光の結界」                                      | 武上純希              | 菊池一仁                 | Lee Kyoung Soo            | Nam Sung Min                                          | 同友アニメーション | 9月20日        |
| TURN-104 | 勝利の行方は?!十代VS斎王                                                   | 武上純希              | 辻初樹                   | Lee Kyoung Soo            | Lee Kyoung Soo                                        | 同友アニメーション | 9月27日        |
| TURN-105 | 新学期スタート!波乱の予感                                                  | 武上純希              | 辻初樹 菱川直樹 中村憲由 | Lee Kyoung Soo            | Lee Chan Woong                                        | 同友アニメーション | 10月4日        |
| TURN-106 | 十代と宝玉獣デッキのヨハン                                                 | 吉田伸                | 菱川直樹                 | Lee Kyoung Soo            | Nam Sung Min                                          | 同友アニメーション | 10月11日       |
| TURN-107 | ネオ・スペーシアンVS宝玉獣                                                 | 吉田伸                | 辻初樹                   | Lee Kyoung Soo            | In Tea Sun                                            | 同友アニメーション | 10月18日       |
| TURN-108 | プロフェッサー・コブラの刺客                                               | 武上純希              | 菊池一仁                 | 山口健太郎 Lee Kyoung Soo | Park Chi Man                                          | 同友アニメーション | 11月1日        |
| TURN-109 | 十代と炎のオブライエン                                                     | 武上純希              | 辻初樹                   | Lee Kyoung Soo            | Lee Kyoung Soo                                        | 同友アニメーション | 11月8日        |
| TURN-110 | ティラノ剣山と化石竜のジム                                                 | 武上純希              | 杉山正樹                 | Lee Kyoung Soo            | Park Chi Man Nam Sung Min                             | 同友アニメーション | 11月15日       |
| TURN-111 | 万丈目と雲デッキのアモン                                                   | 武上純希 鈴木やすゆき | 菱川直樹                 | Lee Kyoung Soo            | In Tea Sun                                            | 同友アニメーション | 11月22日       |
| TURN-112 | サンダーVSアイ・オブ・ザ・タイフーン                                       | 武上純希              | 菊池一仁                 | 山口健太郎 Lee Kyoung Soo | Song Hyun Ju Lim Hae Jin                              | 同友アニメーション | 11月29日       |
| TURN-113 | 十代VS裏切りのE（エレメンタル）ヒーロー                                    | 吉田伸                | 上原秀明                 | Lee Kyoung Soo            | Lee Kyoung Soo                                        | 同友アニメーション | 12月6日        |
| TURN-114 | 絶体絶命!傷だらけのヒーロー                                                | 吉田伸                | 辻初樹                   | Lee Kyoung Soo            | Park Chi Man Nam Sung Min                             | 同友アニメーション | 12月13日       |
| TURN-115 | 精霊狩りのギース                                                           | 彦久保雅博            | 杉山正樹                 | Lee Kyoung Soo            | In Tea Sun                                            | 同友アニメーション | 12月20日       |
| TURN-116 | 宝玉獣VS地獄の番犬（ヘル・ガンドッグ）                                     | 彦久保雅博            | 菱川直樹                 | 山口健太郎 Lee Kyoung Soo | Park Chi Man Nam Sung Min Shin Gi Chul You Boung Hyun | 同友アニメーション | 12月27日       |
| TURN-117 | 決戦!十代VSプロフェッサー・コブラ                                          | 吉田伸                | 辻初樹                   | Lee Kyoung Soo            | Lee Kyoung Soo                                        | 同友アニメーション | 2007年 1月4日  |
| TURN-118 | 恐怖!毒蛇王ヴェノミノン                                                    | 吉田伸                | 辻初樹                   | Lee Kyoung Soo            | Lee Ok Mi Jang Hyoung Seok                            | 同友アニメーション | 1月10日        |
| TURN-119 | トリプルコンタクト融合!マグマ・ネオス                                      | 吉田伸                | 辻初樹                   | Lee Kyoung Soo            | In Tea Sun                                            | 同友アニメーション | 1月17日        |
| TURN-120 | 異世界での戦い!宝玉獣VSハーピィレディ                                      | 武上純希              | 中村憲由                 | Lee Kyoung Soo            | Park Chi Man                                          | 同友アニメーション | 1月24日        |
| TURN-121 | 砂漠のサバイバル!ヨハンVS蟻地獄                                            | 武上純希              | 山口健太郎               | 山口健太郎 Lee Kyoung Soo | Lee Kyoung Soo                                        | 同友アニメーション | 1月31日        |
| TURN-122 | デュエルアカデミア危機!ゾンビ生徒の恐怖!                                   | 植田浩二              | 上原秀明                 | Lee Kyoung Soo            | Park Chi Man Nam Sung Min                             | 同友アニメーション | 2月7日         |
| TURN-123 | レイ救出作戦!EヒーローVS堕天使ナース                                       | 植田浩二              | 杉山正樹                 | Lee Kyoung Soo            | In Tea Sun                                            | 同友アニメーション | 2月14日        |
| TURN-124 | 学園分裂!腹ペコデュエル                                                    | 鈴木やすゆき          | 菊池一仁                 | Lee Kyoung Soo            | Park Chi Man Nam Sung Min                             | 同友アニメーション | 2月21日        |
| TURN-125 | ヨハン・ジム・オブライエンVS仮面の三騎士                                   | 鈴木やすゆき          | 菱川直樹                 | Lee Kyoung Soo            | Lee Kyoung Soo                                        | 同友アニメーション | 2月28日        |
| TURN-126 | 十代VS万丈目・竜騎士ダークソード                                           | 鈴木やすゆき          | 中村憲由                 | Lee Kyoung Soo            | Park Chi Man Lee Ok Mi                                | 同友アニメーション | 3月7日         |
| TURN-127 | 封印を破りし者・マルタン                                                   | 鈴木やすゆき          | 山口健太郎               | 山口健太郎 Lee Kyoung Soo | In Tea Sun                                            | 同友アニメーション | 3月14日        |
| TURN-128 | 宝玉獣VSサイバー・エンド・ドラゴン                                         | 吉田伸                | 辻初樹                   | Lee Kyoung Soo            | Nam Sung Min Kim Chang Nam                            | 同友アニメーション | 3月21日        |
| TURN-129 | 三幻魔の脅威!十代VSマルタン                                                | 吉田伸                | 辻初樹                   | Lee Kyoung Soo            | Lee Kyoung Soo                                        | 同友アニメーション | 3月28日        |
| TURN-130 | レインボードラゴン覚醒                                                     | 吉田伸                | 辻初樹                   | Lee Kyoung Soo            | Park Chi Man Shin Gi Chul                             | 同友アニメーション | 4月4日         |
| TURN-131 | エースカード大集合!!開け、次元の扉!                                        | 武上純希              | 山口健太郎               | 山口健太郎 Lee Kyoung Soo | In Tea Sun                                            | 同友アニメーション | 4月11日        |
| TURN-132 | 生死を賭けた決闘（デュエル）                                               | 植田浩二              | 中村憲由                 | Lee Kyoung Soo            | Park Chi Man                                          | 同友アニメーション | 4月18日        |
| TURN-133 | 十代VS暗黒界の斥候スカー                                                   | 鈴木やすゆき          | 菊池一仁                 | Lee Kyoung Soo            | Lee Kyoung Soo                                        | 同友アニメーション | 4月25日        |
| TURN-134 | 十代VS暗黒界の騎士ズール                                                   | 鈴木やすゆき          | 菱川直樹                 | Lee Kyoung Soo            | Nam Sung Min Kim Chang Nam Yu Bong Hyun               | 同友アニメーション | 5月2日         |
| TURN-135 | 十代VS暗黒界の狂王ブロン                                                   | 武上純希              | 山口健太郎               | 山口健太郎 Lee Kyoung Soo | Choi Hoon Chul                                        | 同友アニメーション | 5月9日         |
| TURN-136 | 邪心経典発動!暗黒界の魔神レイン                                            | 武上純希              | 辻初樹                   | Lee Kyoung Soo            | In Tea Sun                                            | 同友アニメーション | 5月16日        |
| TURN-137 | 翔の決意!「友情の証」                                                      | 植田浩二              | 中村憲由                 | Lee Kyoung Soo            | Park Chi Man                                          | 同友アニメーション | 5月23日        |
| TURN-138 | 覇王降臨・死の決闘者（デュエリスト）たち                                   | 彦久保雅博            | 菊池一仁                 | Lee Kyoung Soo            | Lee Kyoung Soo                                        | 同友アニメーション | 5月30日        |
| TURN-139 | ダーク・フュージョン!インフェルノ・ウィング!                               | 武上純希 彦久保雅博   | 菱川直樹                 | Lee Kyoung Soo            | An Jae Ho Park Chi Man                                | 同友アニメーション | 6月6日         |
| TURN-140 | 空前絶後・超融合発動!                                                      | 彦久保雅博            | 山口健太郎               | 山口健太郎 Lee Kyoung Soo | In Tea Sun                                            | 同友アニメーション | 6月13日        |
| TURN-141 | 恐怖の覇王!彷徨えるオブライエン                                            | 吉田伸                | 辻初樹                   | Lee Kyoung Soo            | Park Chi Man Nam Sung Min                             | 同友アニメーション | 6月20日        |
| TURN-142 | 勝ち残る者が正義!覇王VSオブライエン                                        | 吉田伸                | 辻初樹                   | Lee Kyoung Soo            | Lee Kyoung Soo                                        | 同友アニメーション | 6月27日        |
| TURN-143 | ヴォルカニック・デビルVS最凶のイービル・ヒーロー                           | 吉田伸                | 辻初樹                   | Lee Kyoung Soo            | Park Chi Man An Jae Ho                                | 同友アニメーション | 7月4日         |
| TURN-144 | 発動!究極封印解放儀式術!                                                   | 鈴木やすゆき          | 菊池一仁                 | Lee Kyoung Soo            | In Tea Sun                                            | 同友アニメーション | 7月11日        |
| TURN-145 | 究極封印神エクゾディオス召喚!                                              | 鈴木やすゆき          | 菱川直樹                 | Lee Kyoung Soo            | Park Chi Man                                          | 同友アニメーション | 7月18日        |
| TURN-146 | 封印された融合                                                             | 武上純希              | 中村憲由                 | Lee Kyoung Soo            | Lee Kyoung Soo                                        | 同友アニメーション | 7月25日        |
| TURN-147 | 因縁の対決!サイバー流VS宝玉獣                                              | 武上純希              | 山口健太郎               | 山口健太郎 Lee Kyoung Soo | Park Chi Man Nam Sung Min                             | 同友アニメーション | 8月8日         |
| TURN-148 | 究極ドラゴン対決!サイバー・エンドVSレインボー・ダーク                      | 武上純希              | 菊池一仁                 | Lee Kyoung Soo            | In Tea Sun                                            | 同友アニメーション | 8月15日        |
| TURN-149 | 魔神対決!幻魔VSエクゾディア                                                | 鈴木やすゆき          | 杉山正樹                 | Lee Kyoung Soo            | Park Chi Man Nam Sung Min                             | 同友アニメーション | 8月22日        |
| TURN-150 | “ユベル”召喚!                                                              | 鈴木やすゆき          | 辻初樹                   | Lee Kyoung Soo            | Lee Kyoung Soo                                        | 同友アニメーション | 8月29日        |
| TURN-151 | ネオスVSアドバンスド宝玉獣                                                 | 植田浩二              | 山口健太郎               | 山口健太郎 Lee Kyoung Soo | Park Chi Man                                          | 同友アニメーション | 9月5日         |
| TURN-152 | 超融合発動!レインボー・ネオス!                                             | 植田浩二              | 辻初樹                   | Lee Kyoung Soo            | In Tea Sun                                            | 同友アニメーション | 9月12日        |
| TURN-153 | 選ばれしカード対決!エレメンタル・ヒーローVSユベル                          | 武上純希              | 菱川直樹                 | Lee Kyoung Soo            | Park Chi Man Nam Sung Min                             | 同友アニメーション | 9月19日        |
| TURN-154 | 蘇る覇王十代!                                                              | 武上純希              | 辻初樹                   | Lee Kyoung Soo            | Lee Kyoung Soo                                        | 同友アニメーション | 9月26日        |
| TURN-155 | レインボー・ネオスVSユベル究極態                                           | 武上純希              | 辻初樹                   | Lee Kyoung Soo            | In Tea Sun                                            | 同友アニメーション | 10月3日        |
| TURN-156 | 十代復活!?新たなる旅立ち                                                   | 武上純希              | 辻初樹                   | Lee Kyoung Soo            | Park Chi Man                                          | 同友アニメーション | 10月10日       |
| TURN-157 | 忍びよる脅威!「謎の来訪者」                                                | 吉田伸                | 辻初樹                   | Lee Kyoung Soo            | Park Chi Man                                          | 同友アニメーション | 10月17日       |
| TURN-158 | さらばデュエルアカデミア!十代の選ぶ道                                      | 吉田伸                | 山口健太郎               | 山口健太郎 Lee Kyoung Soo | Yu Bong Hyun Lee Jong Kyoung An Jae Ho                | 同友アニメーション | 10月24日       |
| TURN-159 | ダークネスの真相!十代VS吹雪                                                | 吉田伸                | 辻初樹                   | Lee Kyoung Soo            | Lee Kyoung Soo                                        | 同友アニメーション | 10月31日       |
| TURN-160 | 融合する魂!ネオスVSF・G・D                                                 | 吉田伸                | 辻初樹                   | Lee Kyoung Soo            | Park Chi Man Nam Sung Min                             | 同友アニメーション | 11月7日        |
| TURN-161 | シャル・ウイ・デュエル?ペアデュエルへの招待                                | 植田浩二              | 菱川直樹                 | Lee Kyoung Soo            | In Tea Sun                                            | 同友アニメーション | 11月14日       |
| TURN-162 | 十代VS明日香秘めた思いの伏せカード                                         | 植田浩二              | 辻初樹                   | Lee Kyoung Soo            | Park Chi Man Nam Sung Min Shin Gi Chul                | 同友アニメーション | 11月21日       |
| TURN-163 | サイコ・ショッカーからの挑戦状                                             | 鈴木やすゆき          | 山口健太郎               | 山口健太郎 Lee Kyoung Soo | Lee Kyoung Soo                                        | 同友アニメーション | 11月28日       |
| TURN-164 | 受け継がれしサイバー・ダーク・ドラゴン                                     | 鈴木やすゆき          | 辻初樹                   | Lee Kyoung Soo            | Park Chi Man Nam Sung Min                             | 同友アニメーション | 12月5日        |
| TURN-165 | 目指せ万丈目!プロデュエリストへの道!                                       | 坂本豊和 吉田伸       | 辻初樹                   | Lee Kyoung Soo            | In Tea Sun                                            | 同友アニメーション | 12月12日       |
| TURN-166 | アームド・ドラゴンVSドラグーン・D・エンド                                  | 坂本豊和 吉田伸       | 辻初樹                   | Lee Kyoung Soo            | Park Chi Man                                          | 同友アニメーション | 12月19日       |
| TURN-167 | 恩返しデュエル!クロノスVS元祖ドロップアウト・ボーイ                        | 植田浩二              | 菱川直樹                 | Lee Kyoung Soo            | Lee Kyoung Soo                                        | 同友アニメーション | 12月26日       |
| TURN-168 | 卒業デュエル開始!ネオスVSホルスの黒炎竜                                    | 吉田伸                | 山口健太郎               | 山口健太郎 Lee Kyoung Soo | Park Chi Man                                          | 同友アニメーション | 2008年 1月4日  |
| TURN-169 | 決断の代償!オブライエン炎の闇                                              | 鈴木やすゆき          | 辻初樹                   | Lee Kyoung Soo            | In Tea Sun                                            | 同友アニメーション | 1月9日         |
| TURN-170 | 斎王再び!「絶対運命決定力」発動!!                                          | 植田浩二              | 辻初樹                   | Lee Kyoung Soo            | Lee Kyoung Soo                                        | 同友アニメーション | 1月16日        |
| TURN-171 | 運命の終焉!マグマ・ネオスVSザ・ダーク・ルーラー                            | 植田浩二              | 菱川直樹                 | Lee Kyoung Soo            | Nam Sung Min                                          | 同友アニメーション | 1月23日        |
| TURN-172 | デュエルアカデミアの危機!立ちはだかる宝玉獣                                | 坂本豊和              | 山口健太郎               | 山口健太郎 Lee Kyoung Soo | In Tea Sun                                            | 同友アニメーション | 1月30日        |
| TURN-173 | ダークネスの侵攻!奪われた記憶                                              | 彦久保雅博            | 辻初樹                   | Lee Kyoung Soo            | Park Chi Man Nam Sung Min                             | 同友アニメーション | 2月6日         |
| TURN-174 | 発動!「クリアー・ワールド」恐怖のネガティブエフェクト                      | 彦久保雅博            | 辻初樹                   | Lee Kyoung Soo            | Lee Kyoung Soo                                        | 同友アニメーション | 2月13日        |
| TURN-175 | バトルロワイヤル!十代VSヨハンVS藤原                                        | 鈴木やすゆき          | 菱川直樹                 | 山口健太郎 Lee Kyoung Soo | Lee Ju Hyun You Bong Hyun                             | 同友アニメーション | 2月20日        |
| TURN-176 | 絆を守りしものレインボー・ネオスVSクリアー・ヴィシャス・ナイト             | 鈴木やすゆき          | 辻初樹                   | Lee Kyoung Soo            | In Tea Sun                                            | 同友アニメーション | 2月27日        |
| TURN-177 | 恐怖のコンボ!「虚無（ゼロ）と無限（インフィニティ）」                      | 吉田伸                | 辻初樹                   | Lee Kyoung Soo            | Nam Sung Min                                          | 同友アニメーション | 3月5日         |
| TURN-178 | 最後の希望!遊城十代                                                        | 吉田伸                | 辻初樹                   | Lee Kyoung Soo            | Lee Kyoung Soo                                        | 同友アニメーション | 3月12日        |
| TURN-179 | さよなら十代!涙の卒業式                                                    | 吉田伸                | 辻初樹                   | Lee Kyoung Soo            | Park Chi Man                                          | 同友アニメーション | 3月19日        |
| TURN-180 | 真の卒業デュエル!十代VS伝説のデュエリスト                                  | 吉田伸                | 辻初樹                   | Lee Kyoung Soo            | In Tea Sun                                            | 同友アニメーション | 3月26日        |

## 放送局
テレビ東京系列以外の放送日時は、IBC岩手放送・テレビユー福島・信越放送・テレビ長崎・鹿児島テレビを除き、2006年12月下旬 - 2007年初旬時点のものとする。
| 放送対象地域   | 放送局         | 系列           | 放送期間                                                   | 放送日時                                              | 備考         |
| -------------- | -------------- | -------------- | ---------------------------------------------------------- | ----------------------------------------------------- | ------------ |
| 関東広域圏     | テレビ東京     | テレビ東京系列 | 2004年10月6日 - 2006年3月29日 2006年4月5日 - 2008年3月26日 | 水曜 18:30 - 19:00 水曜 18:00 - 18:30                 | 制作局       |
| 北海道         | テレビ北海道   | テレビ東京系列 | 2004年10月6日 - 2006年3月29日 2006年4月5日 - 2008年3月26日 | 水曜 18:30 - 19:00 水曜 18:00 - 18:30                 | 同時ネット   |
| 愛知県         | テレビ愛知     | テレビ東京系列 | 2004年10月6日 - 2006年3月29日 2006年4月5日 - 2008年3月26日 | 水曜 18:30 - 19:00 水曜 18:00 - 18:30                 | 同時ネット   |
| 大阪府         | テレビ大阪     | テレビ東京系列 | 2004年10月6日 - 2006年3月29日 2006年4月5日 - 2008年3月26日 | 水曜 18:30 - 19:00 水曜 18:00 - 18:30                 | 同時ネット   |
| 岡山県・香川県 | テレビせとうち | テレビ東京系列 | 2004年10月6日 - 2006年3月29日 2006年4月5日 - 2008年3月26日 | 水曜 18:30 - 19:00 水曜 18:00 - 18:30                 | 同時ネット   |
| 福岡県         | TVQ九州放送    | テレビ東京系列 | 2004年10月6日 - 2006年3月29日 2006年4月5日 - 2008年3月26日 | 水曜 18:30 - 19:00 水曜 18:00 - 18:30                 | 同時ネット   |
| 青森県         | 青森放送       | 日本テレビ系列 | 不明                                                       | 月曜 16:20 - 16:50                                    | [ 11 ]       |
| 岩手県         | IBC岩手放送    | TBS系列        | 不明                                                       | 不明                                                  | 途中打ち切り |
| 山形県         | 山形テレビ     | テレビ朝日系列 | 不明                                                       | 土曜 6:00 - 6:30                                      | 途中打ち切り |
| 福島県         | テレビユー福島 | TBS系列        | 不明                                                       | 不明                                                  | 途中打ち切り |
| 長野県         | 信越放送       | TBS系列        | 不明                                                       | 不明                                                  | 途中打ち切り |
| 石川県         | 石川テレビ     | フジテレビ系列 | 不明                                                       | 火曜 15:26 - 15:56（2006年末ごろ） 日曜 5:30 - 6:00   | 途中打ち切り |
| 三重県         | 三重テレビ     | 独立局         | 不明                                                       | 金曜 17:00 - 17:30                                    |              |
| 滋賀県         | びわ湖放送     | 独立局         | 不明                                                       | 水曜 19:00 - 19:28                                    |              |
| 奈良県         | 奈良テレビ     | 独立局         | 不明                                                       | 土曜 7:00 - 7:30（2006年末ごろ） 日曜 10:29 - 10:55   |              |
| 鳥取県 島根県  | 日本海テレビ   | 日本テレビ系列 | 不明                                                       | 土曜 5:00 - 5:30                                      | 途中打ち切り |
| 長崎県         | テレビ長崎     | フジテレビ系列 | 不明                                                       | 月曜 15:30 - 16:00                                    | 途中打ち切り |
| 宮崎県         | 宮崎放送       | TBS系列        | 不明                                                       | 火曜 14:55 - 15:25（2006年末ごろ） 火曜 15:00 - 15:30 |              |
| 鹿児島県       | 鹿児島テレビ   | フジテレビ系列 | 不明                                                       | 日曜 6:15 - 6:45                                      | 途中打ち切り |

## ゲーム

### コンピューターゲーム
- 遊☆戯☆王デュエルモンスターズGX めざせデュエルキング!
- 遊☆戯☆王デュエルモンスターズGX Spirit Summoner（スピリットサモナー）
- 遊☆戯☆王デュエルモンスターズ WORLD CHAMPIONSHIP 2007
- 遊☆戯☆王デュエルモンスターズGX CARD ALMANAC
- 遊☆戯☆王デュエルモンスターズ WORLD CHAMPIONSHIP 2008

- 遊☆戯☆王デュエルモンスターズGX タッグフォース
- 遊☆戯☆王デュエルモンスターズGX タッグフォース2
- 遊☆戯☆王デュエルモンスターズGX タッグフォース3
- 遊☆戯☆王デュエルモンスターズGX タッグフォースエヴォリューション

- 遊☆戯☆王 デュエルリンクス